# Un uomo da ridere
Un uomo da ridere è una miniserie televisiva italiana, diretta da Lucio Fulci ed interpretata da Franco Franchi, andata in onda sulla Rete 2 (l'attuale Rai 2) nella primavera 1980.

## Trama
La serie ha spunto autobiografico sul comico Franco Franchi, qui interprete di Bianco Bianchi, stella dell'avanspettacolo del passato caduta in rovina ed in cerca di riscatto, attraverso l'esperienza cinematografica, per lui inappagante ma di grande introito per la produzione. A vegliare su di lui c'è Totò, che osserva e narra le sue gesta dal Paradiso.

## Cast
- Franco Franchi: Bianco Bianchi (protagonista)
- Carlo Croccolo: la voce di Totò (6 episodi)
- Dino Valdi: Totò (6 episodi)
- Gloria Paul: Annarita (6 episodi)
- Silvio Spaccesi: Adamo Amleti (6 episodi)
- Marina Marfoglia: Renatina (4 episodi)
- Paolo Gozlino: Osvaldo (4 episodi)
- Alfredo Adami: attore di avanspettacolo (4 episodi)
- Enzo Andronico: attore di avanspettacolo (4 episodi)
- Maurizia Camilli: Nora Noris (3 episodi)
- Mario Merola: se stesso (2 episodi)
- Antonio Sabàto: se stesso (2 episodi)
- Fernando Cerulli: cameriere del bar (2 episodi)
- Renato Manzella: Vincenzon (2 episodi)
- Piero Vivaldi: attore di avanspettacolo (2 episodi)
- Marcello Martana: attore di avanspettacolo (2 episodi)
- Donald O' Brien: Richard (2 episodi)
- Armando Bandini: il critico Trentapenne (2 episodi)
- Patrizia Gori: Miriam Bonetti (2 episodi)
- Cecilia Buonocore: se stessa (1 episodio)
- Rita Frei: Madame (1 episodio)
- Lucio Fulci: portiere di Cinecittà (1 episodio)
- Lello Bersani: voce presentatore (1 episodio)
- Maurizio Gueli: partecipante alla tavola rotonda (1 episodio)
- Rita Livesi: partecipante alla tavola rotonda (1 episodio)
- Adriano Pommodoro: partecipante alla tavola rotonda (1 episodio)
- Mario Scaletta: maitre (1 episodio)
- Gianni Baghino: Bachino (1 episodio)
- Nico Bellini: spettatore ritardatario (1 episodio)
- Sergio Tardioli: conduttore della quadriglia (1 episodio)
- Adriana Facchetti: segretaria di edizione (1 episodio)
- Paolo Rovesi: Spinetti (1 episodio)
- Giò Stajano: regista (1 episodio)
- Aïché Nana: zingara (1 episodio)
- Agostino Torcello: aiuto regista (1 episodio)
- Gian Carlo Anichini: cameriere (1 episodio)
- Roberto Ruggini: culturista 1 (1 episodio)
- Sergio Testori: culturista 2 (1 episodio)
- Pietro Torrisi: culturista 3 (1 episodio)
- Luigi Soldati: 1° negro (1 episodio)
- Vincenzo Amato: 2° negro (1 episodio)
- Lorraine De Selle: Litz (1 episodio)
- Natale Russo: ciacchista (1 episodio)
- Vito Cardascia: fotografo 1 (1 episodio)
- Ubaldo Lo Presti: fotografo 2 (1 episodio)
- Guglielmo Spoletini: factotum Cinecittà (1 episodio)
- Elio Crovetto: il generale Richiesta (1 episodio)
- Claudio Guarino: elettricista (1 episodio)
- Cesare Nizzica: padrone del ristorante (1 episodio)
- Luca Sportelli: Immordini (1 episodio)
- Stefania Chiappini: figlia della padrona di casa (1 episodio)
- Pippo Lauricella: maresciallo dei carabinieri (1 episodio)
- Daniele Vargas: Mozzeni (1 episodio)
- Francesco Anzalone: componente della troupe (1 episodio)
- Gisella Sofio: Lella (1 episodio)
- Memmo Carotenuto: Magnotti (1 episodio)
- Osvaldo Nastari: componente della troupe (1 episodio)
- Ettore Ribotta: mobiliere (1 episodio)
- Giovanna Mainardi: padrona della pensione (1 episodio)
- Gustavo Nasti: componente della troupe (1 episodio)
- Cesare Di Vito: cameriere (1 episodio)
- Luciano Martana:direttore del cinema (1 episodio)
- Victor Tourjansky: aiuto Regista (1 episodio)
- Franco Diogene: bandito a cavallo (1 episodio)
- Vincent Gentile: regista americano (1 episodio)